# Fluorättiksyra
Fluorättiksyra eller monofluorättiksyra (MFA) är en fluorerad karboxylsyra med kemisk formel CFH2COOH. Dess salter och estrar kallas fluoracetater.

## Framställning
Fluorättiksyra kan framställas genom att hydrolysera en fluoracetatester i vatten. Fluoracetatestrarna kan framställas genom halogenering av till exempel metylacetat.
Syran i sig är ovanlig i ren form. Foouracetatsalter och -estrar framställs oftast genom substitutionsreaktion.

## Toxikologi
Om fluorättiksyra kommer in i kroppen ersätter den ättiksyra i citronsyracykeln och åstadkommer en enzymblockad[källa behövs].